# حقل الشيبة النفطي
حَقْلُ الشَيْبَة حقل نفط يقع في جنوب شرق المملكة العربية السعودية في الربع الخالي، ويبعد حوالي 10 كيلومترات عن الحدود الجنوبية لإمارة أبوظبي، ويبعد 40 كم عن الجزء الشرقي لواحة ليوا في أبو ظبي، بدأت شركة أرامكو السعودية المملوكة من قبل المملكة العربية السعودية بضخ النفط من هذا الحقل سنة 1998م.

## التاريخ
في عام 1998 بدأت شركة أرامكو إنتاج البترول من حقل شيبة البترولي العملاق وفي 2003م طرحت السعودية أمام الشركات العالمية فرصًا استثمارية للتنقيب عن الغاز غير المصاحب واستغلاله في الربع الخالي، وتبلغ الطاقة الإنتاجية لمعمل الإنتاج المركزي في حقل الشيبة 500 ألف برميل يوميًا.

## حجمه
يمكن أن يضخ حقل الشيبة مليون وثلاث مائة ألف برميل يوميًا لمدة 70 عامًا. حسب معايير السعودية، وهي أكبر دولة مصدرة للنفط في العالم، فإن الشيبة حقل متوسط الحجم وبصفة خاصة عند مقارنته بمكمن حقل الغوار العملاق الذي يضخ ملايين البراميل يوميًا. غير أن الحقل يمكن أن يضخ نصف حجم إنتاج أصغر منتج في منظمة أوبك. على غرار بعض الحقول الكبرى الأخرى التي تعاني من سوء الإدارة وتواجه تراجعًا سريعًا لمعدلات الإنتاج من الآبار، يرمز حقل الشيبة حيث أثمرت الخبرة والعمل الجاد لفنيي أرامكو عن اكتشاف احتياطي مبدئي يبلغ 15.7 مليار برميل.
الحقل ضخ مليون برميل من النفط في نهاية 2003م بينما أضافت الشركة احتياطيًا يقدر بمليوني برميل. في سنة 2007 وصفته صحيفة الغارديان بأنه " أقرب في قيمته إلى منجم الذهب منه إلى حقل النفط"، حيث يضخ يوميًا 1,000,000 برميل من النفط الخام عالي الجودة ."
يضم الحقل خطوط أنابيب تصل ما بينه وبين المعامل في محافظة بقيق، ويبلغ طولها نحو 638 كلم، وهي تبدأ من المعمل الرئيسي في الحقل لفرز الغاز من الزيت إلى معامل بقيق، ثم إلى مناطق التصدير في مدينتي رأس تنورة والجعيمة.

## المرافق
يضم الحقل جميع المرافق الأساسية حيث يوجد به مهبط للطائرات على أرض كانت كثباناً من الرمال العالية قبل ازاحتها لإقامة المطار، كما تضم مرافق شيبة أقساماً للصيانة والمساندة والإطفاء والكهرباء والاتصالات ومباني سكنية للموظفين ومركزاً للبريد ومكتبة وصالات رياضية ومطاعم.
ويسكن في المجمع السكني لشيبة أكثر من 600 موظف ما بين مقاولين وموظفين تابعين لأرامكو، وتتوافر خدمات الإنترنت والمكتبة وصالات التمارين الرياضية المتكاملة.

## النقل
يخدم المنطقة مطار الشيبة وهو مطار صغير تستخدمه أرامكو السعودية لسفر موظفيها إلى الدمام والإحساء .

## أحداث
في 17 أغسطس 2019 تعرضت وحدة تابعة لمعمل للغاز الطبيعي لهجوم بطائرات مسيرة نفذته حركة أنصار الله الحوثية، وقالت السعودية إن الهجوم نتج عنه حريق خلف أضرارًا مادية محدودة، ولم يؤثر على الإنتاج.